# Щ-208
«Щ-208» — советская дизель-электрическая торпедная подводная лодка времён Второй мировой войны, принадлежит к серии X проекта Щ — «Щука».

## История корабля
Лодка была заложена 18 мая 1934 года на заводе № 200 «имени 61 коммунара» в Николаеве, спущена на воду 7 октября 1935 года, 14 января 1937 года вступила в строй, 9 марта вошла в состав Черноморского флота.

### Служба
На 22 июня 1941 года «Щ-208» входила в 3-й дивизион 1-й бригады подводных лодок, базировавшийся в Севастополе, числилась во 2-й линии кораблей. Лодка встретила начало войны на дозорной позиции к юго-западу от мыса Сарыч. 23 июня «Щ-208» пришла в Севастополь.

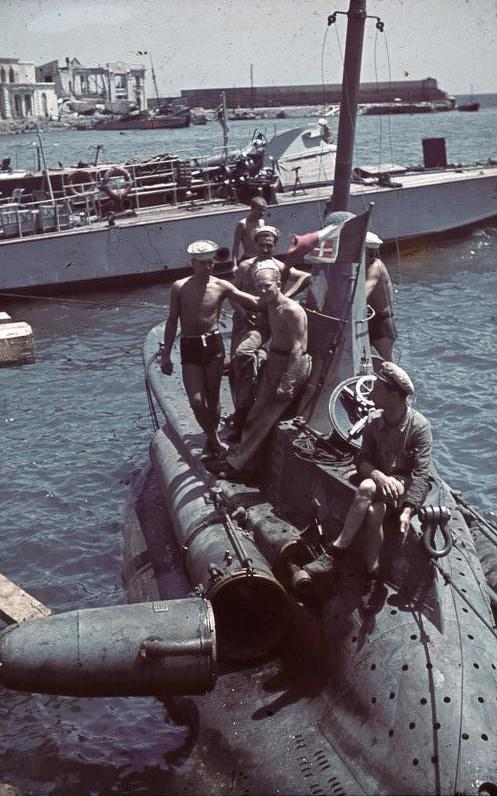
Итальянская сверхмалая ПЛ CB-2 в Крыму, лето 1942

В годы войны «Щ-208» совершила 6 боевых походов, успехов не достигла.
23 августа лодка отправилась в боевой поход в район румынской  Констанцы. Из похода лодка не вернулась, причина гибели неизвестна. Предполагаются версии гибели на минах, в результате отказа техники или ошибки личного состава, итальянская сторона заявила о гибели «Щ-208» в результате атаки итальянской сверхмалой подлодкой «СВ-2» в районе мыса Херсонес, однако эта версия не имеет подтверждений.

### Обнаружение
В 1980 году обнаруженный на дне в 5 милях от острова Змеиный остов «Щуки» серии X опознали как Щ-208, однако в 1990-х годах остов лодки был детально обследован, и по характерному экспериментальному пилообразному форштевню.

## Командиры
- март 1939 — февраль 1941 — В. И. Иванов
- 1941 — август 1942 — Н. М. Беланов